# معاوية الردايدة
معاوية خالد محمد الردايدة مهندس مدني و‌سياسي أردني حاصل على دكتوراه في الهندسة المدنية و‌البيئية من جامعة بريغهام يونغ، شغل منصب وزير البيئة في حكومة جعفر حسان من 18 سبتمبر 2024 ولغاية التعديل الوزاري الأول في 6 أغسطس 2025 كما وشغل ذات المنصب في حكومة بشر الخصاونة من 11 أكتوبر 2021. ولغاية استقالة الحكومة في 15 سبتمبر 2024.

## المناصب
أهم المناصب التي شغلها:
- الرئيس التنفيذي لشركة سي نيكسوس.
- الرئيس التنفيذي للمدينة المستدامة في دبي.
- خبير دولي في الإدارة والهندسة والتنمية المستدامة وحماية البيئة والموارد المائية والتخفيف من آثار تغير المناخ والتكيف معه.